# Jean-Baptiste Cacault
Pour les articles homonymes, voir Cacault.
Jean Baptiste Cacault, né le 6 janvier 1769 à Surgères, mort le 30 septembre 1813 à Torgau (Allemagne), est un général français de la Révolution et de l’Empire.
Il est blessé à la bataille de Dennewitz (tout près de Jüterbog) et meurt après l’amputation d’un bras.

## Biographie
Soldat le 22 avril 1784 dans le régiment de Rouergue-infanterie (58e de l'arme en 1791), caporal le 1er mai 1786, sergent le 9 août 1788, il fait partie de l'expédition de la Martinique en 1790-1791.
Entré dans les hussards de la Légion des Ardennes le 22 avril 1792 comme maréchal-des-logis, et il est choisi le 10 septembre pour commander le 3e bataillon de l'Égalité-sur-Marne. Il sert de 1792 à l'an II à l'armée des Ardennes, et reçoit pendant la campagne de 1793 plusieurs coups de sabre qui exigent son évacuation sur Château-Thierry.
Adjudant-général chef de bataillon à l'état-major général le 8 pluviôse an II, il sauve au combat du 7 floréal la 172e demi-brigade[pas clair], remporte le même jour des avantages marqués sur l'ennemi[pas clair], et obtient le grade d'adjudant-général chef de brigade sur le champ de bataille. Le 21, à la prise de Thuin, il donne l'élan de l'assaut, et monte le premier à la tête d'un escadron démonté du 11e régiment de chasseurs.
Passé en l'an III à l'armée de Sambre-et-Meuse, il est chargé de l'enlèvement du camp de Lyerne, traverse plusieurs fois la Sambre en tête de l'armée, et par une retraite de nuit sagement combinée sauve devant Fontaine-l'Évêque, un corps de 4 000 hommes coupé par 15 000 ennemis.
En non-activité le 25 prairial an III par mesure générale du Comité de salut public, un arrêté du 15 fructidor an V l'admet au traitement de réforme. Réintégré dans son grade le 28 thermidor an VII, il commande le département des Pyrénées-Orientales.
En l'an VIII et en l'an IX, il sert en Italie, et se distingue au blocus du fort de Finale en Ligurie. Mis de nouveau en non-activité le 1er vendémiaire an X, et rappelé le 1er vendémiaire an XI, il va prendre le commandement de l'arrondissement de Worms (26e division militaire).
L'Empereur le fait officier de la Légion d'honneur le 25 prairial an XII. Employé le 29 ventôse an XIII dans la 8e division militaire, il part pour l'armée d'Italie le 9 brumaire an XIV, fait les campagnes de 1806 et 1807 à la Grande Armée en Prusse et en Pologne, et obtient un congé le 9 février 1808.
Envoyé en Espagne le 9 octobre, il a ordre le 11 mars 1809 de rejoindre la Grande Armée en Autriche. Il assiste à la bataille de Wagram, et est promu général de brigade le 14 août suivant, et baron de l'Empire le 15.
Parti pour le nord de l'Espagne le 26 septembre, il rejoint le 8e corps le 9 janvier 1810, fait la campagne de Portugal, et reçoit le 30 juillet le commandement de Ciudad-Rodrigo.
Mis en disponibilité le 2 juillet à la suite d'une fausse inculpation, l'Empereur sur un rapport du ministre de la Guerre du 5 février 1812, approuve son rappel à l'activité, le nomme le 22 commandant supérieur de l'île d'Aix, et le 29 juillet suivant il lui confie le commandement du département d'Ille-et-Vilaine.
Employé le 1er mars 1813 dans la 1re division du 2e corps d'observation du Rhin (Grande Armée), il passe successivement dans le cours de la campagne de Saxe à la 20e division d'infanterie du VIe corps et à la 13e du XIIe. Blessé au bras droit à Jüterbog le 6 septembre, et amputé le même jour à Torgau, il meurt le 30 des suites de cette opération.

## Distinctions
- Il fait partie des 660 personnalités à avoir son nom gravé sous l'arc de triomphe de l'Étoile.

## Armoiries
| Figure | Blasonnement |
|        | Armes du baron Cacault et de l'Empire (décret du 15 août 1809, lettres patentes du 14 avril 1810 (Compiègne)). Coupé au premier parti à dextre d'argent à la bande d'azur chargée de trois étoiles du champ, à senestre des barons tirés de l'armée, le deuxième d'azur au léopard d'argent surmonté d'une croix enhendée d'or,. Différences entre dessin et blasonnement : Les étoiles sont posées à plomb, ce qui n'est pas blasonné. Livrées : les couleurs de l'écu. |

## Source
- Georges Six, Dictionnaire des généraux et amiraux..., tome 1, p. 177
- A. Lievyns, Jean Maurice Verdot, Pierre Bégat, Fastes de la Légion d'honneur, biographie de tous les décorés accompagnée de l'histoire législative et réglementaire de l'ordre, vol. 5, 1847 [détail de l’édition] (BNF 37273876)  ;